# Arista Records
Arista Records ist ein 1974 vom kurz zuvor entlassenen Chef von Columbia Records Clive Davis gegründetes Musiklabel, als Unter-Label von Columbia Pictures (die nichts mit Columbia Records zu tun haben), die ihn als Berater anheuerten. Er vereinigte darin die vorherigen Columbia Picture Sub-Labels Bell Records (diesen Namen führte Arista noch bis 1975 und das britische Sub-Label noch länger), Colpix Records, Colgems Records. Davis selbst hielt einen kleinen Anteil an Arista. Schwerpunkte waren im Bereich Jazz anfangs Fusion und Avantgarde-Jazz. Außerdem erschienen dort Reissues des Savoy-Labels. Es wurde 1979 von Ariola gekauft und ist nun Teil der Sony Music Entertainment Inc.
Über die Jahre hat Arista Northwestside Records, Deconstruction Records, First Avenue Records und Dedicated Records übernommen. Arista übernahm 1999 LaFace Records vollständig von Antonio „L.A.“ Reid, der 2000 CEO wurde, und startete ein Joint Venture Bad Boy Records mit P. Diddy. Es war für die Distribution von Heavenly Records. L.A. Reid brachte unter anderem Avril Lavigne zum Label, unternahm aber auch hohe Ausgaben für Künstler und Promotion, so dass das Label 2003 hohe Verluste machte. Mit der Fusion mit Sony wurde er 2004 abgesetzt. Sony BMG übergab 2005 die Leitung des Labels an J Records, dessen CEO heute Clive Davis ist.
1989 nahm Arista Records Milli Vanilli unter Vertrag, ein zeitgenössisches R&B-Duo, bestehend aus Rob Pilatus und Fab Morvan, das in Deutschland ansässig war.
Das Label veröffentlichte ihr Debütalbum Girl You Know It's True, das eine neu abgemischte und überarbeitete Version von All or Nothing war, das im Jahr zuvor in Europa erschienen war. Das Album wurde in den USA mit sechsfachem Platin ausgezeichnet und brachte fünf Top-Ten-Singles hervor, von denen drei die Nummer eins erreichten.
Im Jahr 1990 gewannen Milli Vanilli zwei American Music Awards und einen Grammy Award für die besten neuen Künstler. Carol Decker, Leadsängerin der Band T’Pau, wurde nach ihrem Auftritt auf MTV interviewt und sagte, dass Milli Vanilli ein Synclavier benutzt hätten und nicht singen würden. Später im Jahr bestätigte Frank Farian, der Produzent von Milli Vanilli, dass das Duo auf ihrem Album keine einzige Note gesungen hatte.
Diese Enthüllung löste einen riesigen Feuersturm in der Musikbranche aus. Der Grammy Award wurde Milli Vanilli daraufhin aberkannt. Clive Davis entließ das Duo umgehend aus seinem Vertrag und löschte das Album und seine Master aus seinem Katalog - Girl You Know It's True war das meistverkaufte Album, das gelöscht wurde. Ein Gerichtsurteil in den USA ermöglichte es jedem, der das Album gekauft hatte, eine Rückerstattung zu erhalten.
Als Reaktion auf den Skandal erklärte Arista, dass das Unternehmen nichts davon gewusst habe, dass Morvan und Pilatus ihr Album nicht selbst aufgenommen hatten. 2023 gestand jedoch Arista-Top-Manager Ken Levy in einer MTV-Dokumentation für Paramount+, dass das Arista-Management sehr wohl über den Betrug Bescheid wusste. Arista hatte laut dieser Dokumentation per Bestechung dafür gesorgt, dass Milli Vanilli Playback bei der Grammy-Verleihung singen können: Als erste und einzige Künstler in der Geschichte dieses Musikpreises.
Arista hatte unter anderem folgende Künstler unter Vertrag: Al Stewart, Aretha Franklin, Pink, Barry Manilow, Billy Ocean, Toni Braxton, Whitney Houston, Alicia Keys, Carly Simon, Annie Lennox, Prince, Dionne Warwick, Patti Smith, Manfred Mann, Alan Jackson, The Alan Parsons Project, The Kinks, Bay City Rollers, Meat Loaf,  Iggy Pop und Usher. 